# Singel (Baarle)

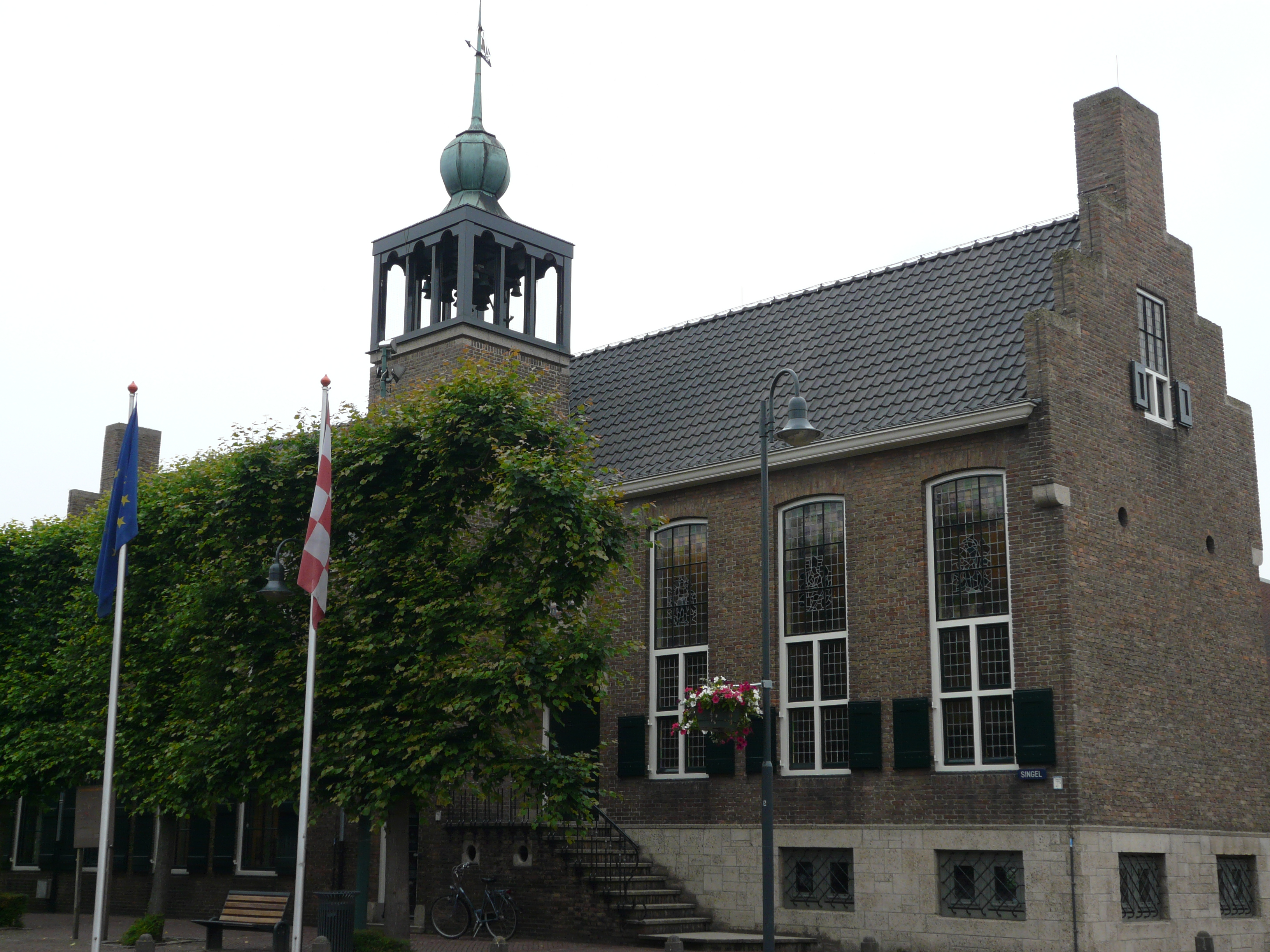
Oude Raadhuis

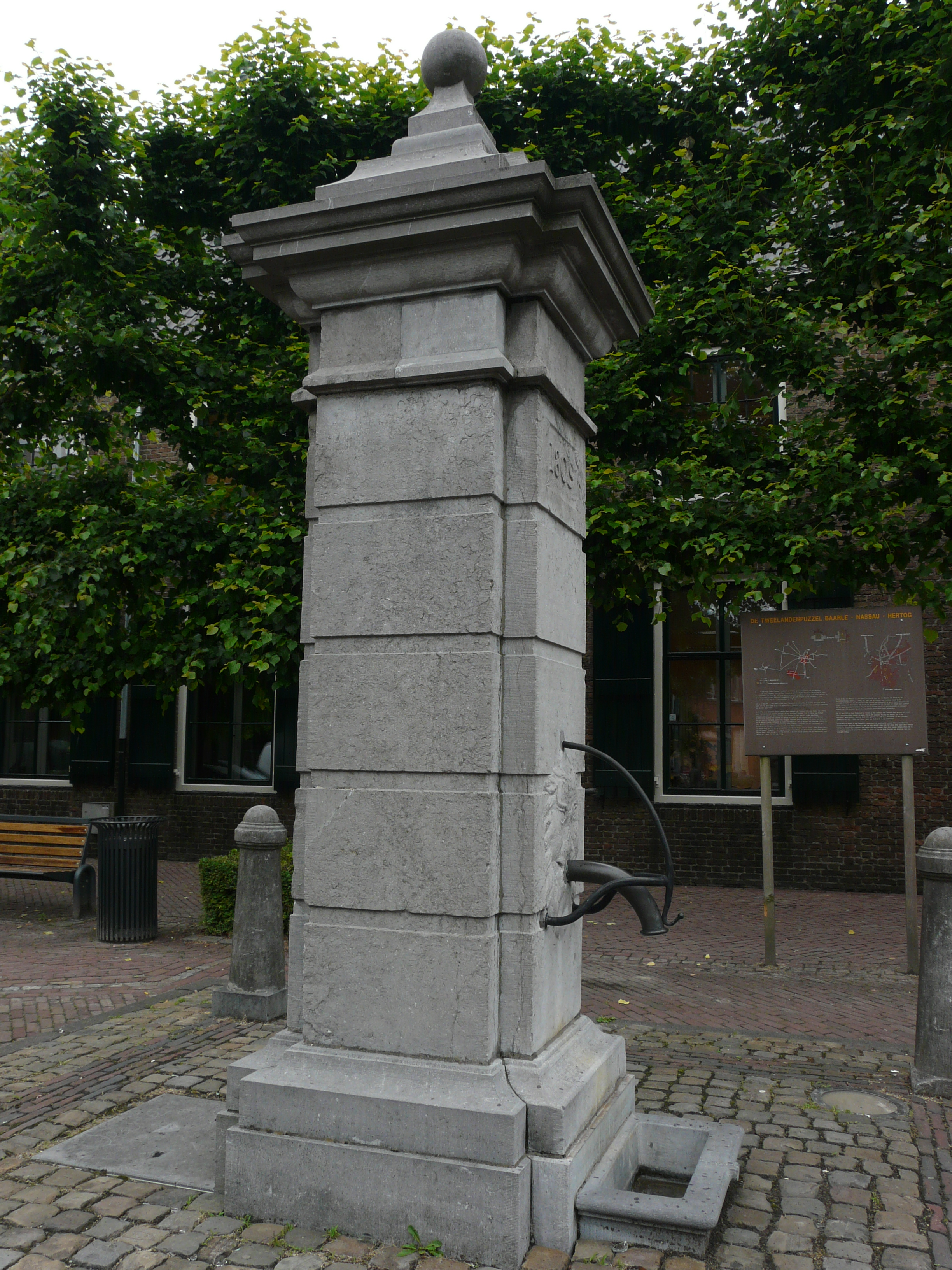
Pomp

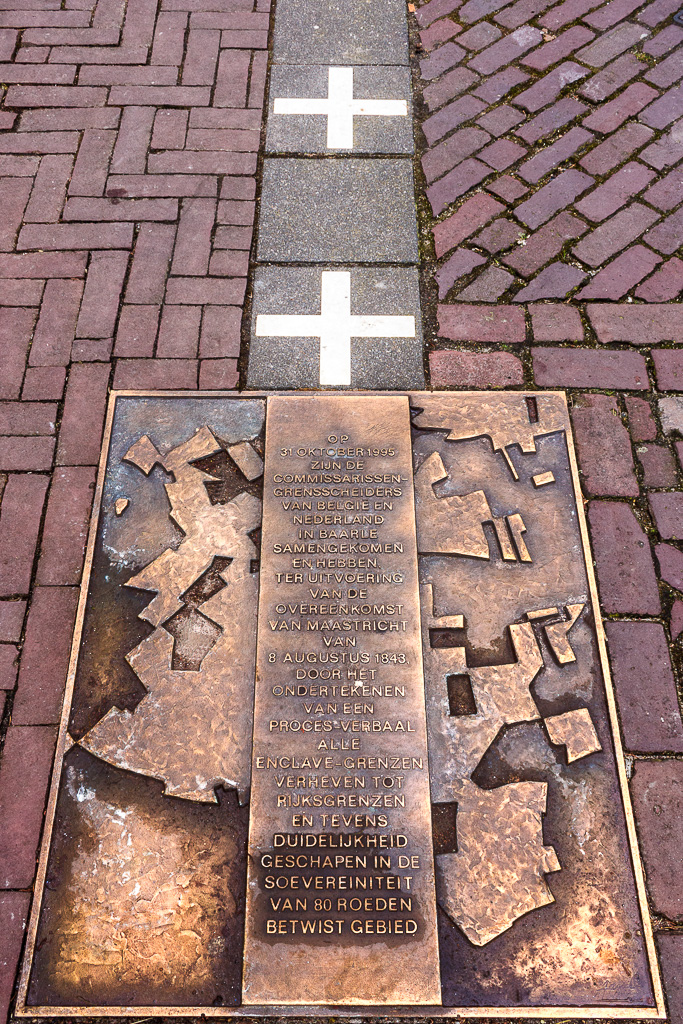
Baarle-Hertog en Baarle-Nassau in kaart gebracht op de Singel, de lage delen vertegenwoordigen Nederland.

Singel is een straat in Baarle. De straat is een verlengde van de Nieuwstraat in Baarle-Nassau (provincie Noord-Brabant) en de Molenstraat in Baarle-Hertog (provincie Antwerpen). De Singel is Nederlands/Belgisch en is dus een binationale straat in Baarle. De Singel is een onderdeel van de doorgaande weg vanuit Breda naar Turnhout.
Aan het stratenpatroon rond de Singel is nog goed te zien, dat Baarle al in de Middeleeuwen bewoond is geweest. De Plaetse, een driehoekig plein zoals dat veelal te vinden was in dorpen tijdens de Middeleeuwen, is nog goed herkenbaar. Deze stammen nog uit de Frankische tijd. Tegenwoordig is de Singel het hart van Baarle.
Een markant monument in de straat is de oude waterpomp van Baarle. Deze pomp stamt uit 1809. Tot 1992 stond deze pomp midden op het plein. Vaak hadden auto's een aanrijding met de pomp en konden vrachtauto's de moeilijke bochten in de Singel niet maken. Tegenwoordig staat de pomp op het pleintje voor het gemeentehuis van Baarle-Nassau naast de Sint-Annastraat. De pomp is een symbool van ontmoeting.
Het oude raadhuis van Baarle-Nassau staat ook in deze straat. Het pand stamt uit 1639 en staat op de hoek van de Singel met de Desiree Geeraertsstraat/Nieuwstraat. Thans is het een eetcafé. Het heeft tot 1905 dienstgedaan als raadhuis. De gemeente Baarle-Nassau kocht in 1905 de oude R.K. Pastorie aan de Singel en verbouwde die tot gemeentehuis. Bij de bevrijding van Baarle in oktober 1944 brandde het gemeentehuis geheel uit en na de oorlog werd een nieuw gemeentehuis in de stijl van de Delftse School gebouwd. Het werd in 1954 in gebruik genomen.